# Paulina Jawor
Paulina Elżbieta Jawor – polska weterynarz, dr hab. nauk rolniczych, adiunkt Katedry Immunologii, Patofizjologii i Prewencji Weterynaryjnej Wydziału Medycyny Weterynaryjnej Uniwersytetu Przyrodniczego we Wrocławiu.

## Życiorys
25 lutego 2008 obroniła pracę doktorską Oznaczanie haptoglobiny i fibrynogenu w monitorowaniu zdrowia stada i wybranych stanów zapalnych u bydła, 24 września 2019 habilitowała się na podstawie pracy zatytułowanej Badania problemu infekcji śródmacicznej u martwo urodzonych cieląt ras mlecznych. Piastuje stanowisko adiunkta w Katedrze Immunologii, Patofizjologii i Prewencji Weterynaryjnej na Wydziale Medycyny Weterynaryjnej Uniwersytetu Przyrodniczego we Wrocławiu.